# Olympische Sommerspiele 2020/Teilnehmer (Slowenien)
| Gelbes Symbol für Goldmedaillen mit stilisierten Olympischen Ringen | Graues Symbol für Silbermedaillen mit stilisierten Olympischen Ringen | Braundes Symbol für Bronzemedaillen mit stilisierten Olympischen Ringen |
| ------------------------------------------------------------------- | --------------------------------------------------------------------- | ----------------------------------------------------------------------- |
| 3                                                                   | 1                                                                     | 1                                                                       |

Slowenien nahm an den Olympischen Spielen 2020 in Tokio mit 53 Sportlern in 14 Sportarten teil. Es war die insgesamt achte Teilnahme an Olympischen Sommerspielen.

## Medaillengewinner

### Gold
| Name            | Sportart      | Wettkampf                        |
| --------------- | ------------- | -------------------------------- |
| Benjamin Savšek | Kanu          | Kanuslalom Einer-Canadier Männer |
| Primož Roglič   | Radsport      | Einzelzeitfahren Straße Männer   |
| Janja Garnbret  | Sportklettern | Olympische Kombination Frauen    |

### Silber
| Name           | Sportart | Wettkampf                |
| -------------- | -------- | ------------------------ |
| Tina Trstenjak | Judo     | Halbmittelgewicht Frauen |

### Bronze
| Name          | Sportart | Wettkampf            |
| ------------- | -------- | -------------------- |
| Tadej Pogačar | Radsport | Straßenrennen Männer |

## Teilnehmer nach Sportarten

### Basketball

#### Basketball
| Wettbewerb       | Herren |
| ---------------- | --- |
| Athleten         | Jaka Blažič Vlatko Čančar Jakob Čebašek Žiga Dimec Luka Dončić Zoran Dragić Gregor Hrovat Edo Murić Aleksej Nikolić Klemen Prepelič Luka Rupnik Mike Tobey |
| Coach            | Aleksander Sekulić |
| Gruppenphase     | Argentinien (118–100) Japan (116–81) Spanien (95–87) |
| Viertelfinale    | Deutschland (94–70) |
| Halbfinale       | Frankreich (89–90) |
| Spiel um Platz 3 | Australien (93–107) |
| Platzierung      | 4. Platz |

### Bogenschießen
| Athleten      | Wettbewerb | Qualifikation | Qualifikation | 1. Runde   | 1. Runde | 2. Runde      | 2. Runde      | Achtelfinale  | Achtelfinale  | Viertelfinale | Viertelfinale | Halbfinale    | Halbfinale    | Finale        | Finale        | Rang          |
| Athleten      | Wettbewerb | Ringe         | Rang          | Gegner     | Ergebnis | Gegner        | Ergebnis      | Gegner        | Ergebnis      | Gegner        | Ergebnis      | Gegner        | Ergebnis      | Gegner        | Ergebnis      | Rang          |
| ------------- | ---------- | ------------- | ------------- | ---------- | -------- | ------------- | ------------- | ------------- | ------------- | ------------- | ------------- | ------------- | ------------- | ------------- | ------------- | ------------- |
| Männer        |            |               |               |            |          |               |               |               |               |               |               |               |               |               |               |               |
| Žiga Ravnikar | Einzel     | 651           | 41            | M. Nespoli | 0:6      | ausgeschieden | ausgeschieden | ausgeschieden | ausgeschieden | ausgeschieden | ausgeschieden | ausgeschieden | ausgeschieden | ausgeschieden | ausgeschieden | ausgeschieden |

### Golf
| Athleten   | Runde 1 | Runde 2 | Runde 3 | Runde 4 | Gesamt | Par | Rang |
| ---------- | ------- | ------- | ------- | ------- | ------ | --- | ---- |
| Frauen     |         |         |         |         |        |     |      |
| Pia Babnik | 71      | 71      | 73      | 67      | 282    | −2  | 34   |

### Judo
| Athleten         | Wettbewerb | 1. Runde            | 1. Runde | 2. Runde | 2. Runde | Achtelfinale    | Achtelfinale | Viertelfinale | Viertelfinale | Halbfinale / Trostrunde | Halbfinale / Trostrunde | Finale / Platz 3 | Finale / Platz 3 | Rang   |
| Athleten         | Wettbewerb | Gegner              | Ergebnis | Gegner   | Ergebnis | Gegner          | Ergebnis     | Gegner        | Ergebnis      | Gegner                  | Ergebnis                | Gegner           | Ergebnis         | Rang   |
| ---------------- | ---------- | ------------------- | -------- | -------- | -------- | --------------- | ------------ | ------------- | ------------- | ----------------------- | ----------------------- | ---------------- | ---------------- | ------ |
| Frauen           |            |                     |          |          |          |                 |              |               |               |                         |                         |                  |                  |        |
| Maruša Štangar   | bis 48 kg  | Kang Y.-j.          | 10:1     | —        | —        | P. Pareto       | 0:10         | ausgeschieden | ausgeschieden | ausgeschieden           | ausgeschieden           | ausgeschieden    | ausgeschieden    | 9      |
| Kaja Kajzer      | bis 57 kg  | Dordschsürengiin S. | 1s2:0    | —        | —        | Lien C.-l.      | 10:0s3       | N. Gjakova    | 0s1:11        | T. Nelson-Levy          | 10s2:0                  | J. Klimkait      | 0s2:1s1          | 5      |
| Tina Trstenjak   | bis 63 kg  | Han H.-j.           | 1s1:0s2  | —        | —        | C. Cabaña Perez | 10s1:0       | A. Barrios    | 10:1s2        | M. Centracchio          | 10s1:0s1                | C. Agbegnenou    | 0s2:1s1          | Silber |
| Anamari Velenšek | über 78 kg | N. Cutro-Kelly      | 10:1     | —        | —        | M. S. Altheman  | 0s3:10s1     | ausgeschieden | ausgeschieden | ausgeschieden           | ausgeschieden           | ausgeschieden    | ausgeschieden    | 9      |
| Männer           |            |                     |          |          |          |                 |              |               |               |                         |                         |                  |                  |        |
| Adrian Gomboc    | bis 66 kg  | S. Mungandu         | 10s1:0s3 | —        | —        | H. Santaraja    | 1s2:0s2      | An B.-u.      | 0s3:10        | B. Shmailov             | 0s1:1                   | ausgeschieden    | ausgeschieden    | 7      |

### Kanu

#### Kanurennsport
| Athleten                              | Wettbewerb | Vorlauf      | Vorlauf | Viertelfinale | Viertelfinale | Halbfinale   | Halbfinale | Finale A/B/C  | Finale A/B/C  | Rang          |
| Athleten                              | Wettbewerb | Zeit         | Rang    | Zeit          | Rang          | Zeit         | Rang       | Zeit          | Rang          | Rang          |
| ------------------------------------- | ---------- | ------------ | ------- | ------------- | ------------- | ------------ | ---------- | ------------- | ------------- | ------------- |
| Frauen                                |            |              |         |               |               |              |            |               |               |               |
| Špela Ponomarenko Janić               | K-1 500 m  | 1:50,498 min | 4       | 1:49,680 min  | 2             | 1:54,710 min | 6          | 1:56,066 min  | 4             | 20            |
| Anja Osterman                         | K-1 500 m  | 1:49,402 min | 1       | —             | —             | 1:54,235 min | 5          | 1:55,051 min  | 1             | 17            |
| Anja Osterman Špela Ponomarenko Janić | K-2 500 m  | 1:48,509 min | 4       | 1:46,929 min  | 1             | DNF          | DNF        | ausgeschieden | ausgeschieden | ausgeschieden |

#### Kanuslalom
| Athleten        | Wettbewerb | Vorlauf  | Vorlauf | Halbfinale | Halbfinale | Finale        | Finale        | Rang |
| Athleten        | Wettbewerb | Zeit     | Rang    | Zeit       | Rang       | Zeit          | Rang          | Rang |
| --------------- | ---------- | -------- | ------- | ---------- | ---------- | ------------- | ------------- | ---- |
| Frauen          |            |          |         |            |            |               |               |      |
| Alja Kozorog    | C-1        | 113,07 s | 8       | 129,72 s   | 12         | ausgeschieden | ausgeschieden | 12   |
| Eva Terčelj     | K-1        | 109,11 s | 11      | 112,48 s   | 24         | ausgeschieden | ausgeschieden | 24   |
| Männer          |            |          |         |            |            |               |               |      |
| Benjamin Savšek | C-1        | 98,82 s  | 2       | 104,26 s   | 5          | 98,25 s       | 1             | Gold |
| Peter Kauzer    | K-1        | 93,04 s  | 11      | 99,10 s    | 12         | ausgeschieden | ausgeschieden | 12   |

### Leichtathletik
Laufen und Gehen 
| Athleten       | Wettbewerb       | Runde 1     | Runde 1 | Halbfinale    | Halbfinale    | Finale        | Finale        | Rang          |
| Athleten       | Wettbewerb       | Zeit        | Rang    | Zeit          | Rang          | Zeit          | Rang          | Rang          |
| -------------- | ---------------- | ----------- | ------- | ------------- | ------------- | ------------- | ------------- | ------------- |
| Frauen         |                  |             |         |               |               |               |               |               |
| Maja Mihalinec | 100 m            | 11,54 s     | 5       | ausgeschieden | ausgeschieden | ausgeschieden | ausgeschieden | ausgeschieden |
| Maja Mihalinec | 200 m            | 23,62 s     | 4       | ausgeschieden | ausgeschieden | ausgeschieden | ausgeschieden | ausgeschieden |
| Anita Horvat   | 400 m            | 52,34 s     | 6       | ausgeschieden | ausgeschieden | ausgeschieden | ausgeschieden | ausgeschieden |
| Klara Lukan    | 5000 m           | DNF         | DNF     | —             | —             | ausgeschieden | ausgeschieden | ausgeschieden |
| Maruša Mišmaš  | 3000 m Hindernis | 9:23,36 min | 2       | —             | —             | 9:14,84 min   | 6             | 6             |
| Männer         |                  |             |         |               |               |               |               |               |
| Luka Janežič   | 400 m            | 45,44 s     | 5       | 45,36 s       | 7             | ausgeschieden | ausgeschieden | ausgeschieden |

 Springen und Werfen 
| Athleten     | Wettbewerb | Qualifikation | Qualifikation | Finale     | Finale | Rang |
| Athleten     | Wettbewerb | Weite/Höhe    | Rang          | Weite/Höhe | Rang   | Rang |
| ------------ | ---------- | ------------- | ------------- | ---------- | ------ | ---- |
| Frauen       |            |               |               |            |        |      |
| Tina Šutej   | Dreisprung | 4,55 m        | 1             | 4,50 m     | 5      | 5    |
| Männer       |            |               |               |            |        |      |
| Kristjan Čeh | Diskuswurf | 65,45 m       | 3             | 66,62 m    | 5      | 5    |

### Radsport

#### Straße
| Athleten      | Wettbewerb       | Zeit         | Rang   |
| ------------- | ---------------- | ------------ | ------ |
| Frauen        |                  |              |        |
| Eugenia Bujak | Straßenrennen    | 3:55:13 h    | 19     |
| Männer        |                  |              |        |
| Tadej Pogačar | Straßenrennen    | 6:06:33 h    | Bronze |
| Jan Polanc    | Straßenrennen    | 6:15:38 h    | 43     |
| Primož Roglič | Straßenrennen    | 6:11:46 h    | 28     |
| Jan Tratnik   | Straßenrennen    | 6:21:46 h    | 67     |
| Primož Roglič | Einzelzeitfahren | 55:04,19 min | Gold   |

#### Mountainbike
| Athleten     | Wettbewerb    | Zeit      | Rang |
| ------------ | ------------- | --------- | ---- |
| Frauen       |               |           |      |
| Tanja Žakelj | Cross-Country | 1:24:38 h | 21   |

### Schießen
| Athleten     | Wettbewerb                               | Qualifikation   | Qualifikation | Finale          | Finale        | Ringe/ Scheiben | Rang |
| Athleten     | Wettbewerb                               | Ringe/ Scheiben | Rang          | Ringe/ Scheiben | Rang          | Ringe/ Scheiben | Rang |
| ------------ | ---------------------------------------- | --------------- | ------------- | --------------- | ------------- | --------------- | ---- |
| Frauen       |                                          |                 |               |                 |               |                 |      |
| Živa Dvoršak | Luftgewehr 10 Meter                      | 627,2           | 11            | ausgeschieden   | ausgeschieden | 627,2           | 11   |
| Živa Dvoršak | Kleinkaliber Dreistellungskampf 50 Meter | 1173-58x        | 7             | 406,2           | 7             | 1579,2          | 7    |

### Schwimmen
| Athleten    | Wettbewerb       | Vorlauf      | Vorlauf | Halbfinale    | Halbfinale    | Finale        | Finale        | Rang |
| Athleten    | Wettbewerb       | Zeit         | Rang    | Zeit          | Rang          | Zeit          | Rang          | Rang |
| ----------- | ---------------- | ------------ | ------- | ------------- | ------------- | ------------- | ------------- | ---- |
| Frauen      |                  |              |         |               |               |               |               |      |
| Janja Šegel | 100 m Freistil   | 54,73 s      | 24      | ausgeschieden | ausgeschieden | ausgeschieden | ausgeschieden | 24   |
| Janja Šegel | 200 m Freistil   | 1:58,38 min  | 17      | ausgeschieden | ausgeschieden | ausgeschieden | ausgeschieden | 17   |
| Katja Fain  | 800 m Freistil   | 8:41,13 min  | 26      | —             | —             | ausgeschieden | ausgeschieden | 26   |
| Katja Fain  | 1500 m Freistil  | 16:35,92 min | 30      | —             | —             | ausgeschieden | ausgeschieden | 30   |
| Katja Fain  | 400 m Lagen      | 4:44,66 min  | 15      | —             | —             | ausgeschieden | ausgeschieden | 15   |
| Špela Perše | 10 km Freiwasser | —            | —       | —             | —             | 2:08:33,0 h   | 24            | 24   |
| Männer      |                  |              |         |               |               |               |               |      |
| Martin Bau  | 400 m Freistil   | 3:52,56 min  | 24      | —             | —             | ausgeschieden | ausgeschieden | 24   |
| Martin Bau  | 800 m Freistil   | 8:04,79 min  | 32      | —             | —             | ausgeschieden | ausgeschieden | 32   |

### Segeln
| Athleten                   | Wettbewerb | Qualifikation | Qualifikation | Medal Race    | Medal Race    | Punkte | Rang |
| Athleten                   | Wettbewerb | Punkte        | Rang          | Punkte        | Rang          | Punkte | Rang |
| -------------------------- | ---------- | ------------- | ------------- | ------------- | ------------- | ------ | ---- |
| Frauen                     |            |               |               |               |               |        |      |
| Tina Mrak Veronika Macarol | 470er      | 55            | 4             | 14            | 7             | 69     | 5    |
| Männer                     |            |               |               |               |               |        |      |
| Žan Luka Zelko             | Laser      | 178           | 26            | ausgeschieden | ausgeschieden | 178    | 26   |

### Sportklettern
Mit ihrer Finalteilnahme bei den Weltmeisterschaften in Japan hatte sich Janja Garnbret für die Teilnahme am olympischen Kombinationswettbewerb im Sportklettern qualifiziert. Schon 2019 hatte sich Mia Krampl bei einem Olympischen Qualifikationswettkampf in Toulouse das Ticket für Tokio gesichert.
| Athleten       | Wettbewerb             | Qualifikation | Qualifikation | Qualifikation | Qualifikation | Qualifikation | Finale        | Finale        | Finale        | Finale        | Finale        | Rang |
| Athleten       | Wettbewerb             | Speed         | Bouldern      | Schwierigkeit | Punkte        | Rang          | Speed         | Bouldern      | Schwierigkeit | Punkte        | Rang          | Rang |
| -------------- | ---------------------- | ------------- | ------------- | ------------- | ------------- | ------------- | ------------- | ------------- | ------------- | ------------- | ------------- | ---- |
| Frauen         |                        |               |               |               |               |               |               |               |               |               |               |      |
| Janja Garnbret | Olympische Kombination | 14            | 1             | 4             | 56            | 1             | 5             | 1             | 1             | 5             | 1             | Gold |
| Mia Krampl     | Olympische Kombination | 18            | 14            | 7             | 1764          | 18            | ausgeschieden | ausgeschieden | ausgeschieden | ausgeschieden | ausgeschieden | 18   |

### Taekwondo
| Athleten       | Wettbewerb        | Achtelfinale | Achtelfinale | Viertelfinale | Viertelfinale | Hoffnungsrunde Halbfinale | Hoffnungsrunde Halbfinale | Halbfinale    | Halbfinale    | Hoffnungsrunde Finale | Hoffnungsrunde Finale | Finale        | Finale        | Rang |
| Athleten       | Wettbewerb        | Gegner       | Erg.         | Gegner        | Erg.          | Gegner                    | Erg.                      | Gegner        | Erg.          | Gegner                | Erg.                  | Gegner        | Erg.          | Rang |
| -------------- | ----------------- | ------------ | ------------ | ------------- | ------------- | ------------------------- | ------------------------- | ------------- | ------------- | --------------------- | --------------------- | ------------- | ------------- | ---- |
| Ivan Trajkovič | Klasse über 80 kg | A. Obame     | 26:5         | W. Larin      | 3:16          | P. Taufatofua             | 22:1                      | ausgeschieden | ausgeschieden | K.-d. In              | 4:5                   | ausgeschieden | ausgeschieden | 5    |

### Tischtennis
| Athleten                            | Wettbewerb | 1. Runde     | 1. Runde | 2. Runde       | 2. Runde | 3. Runde       | 3. Runde | Achtelfinale      | Achtelfinale  | Viertelfinale | Viertelfinale | Halbfinale    | Halbfinale    | Finale/Platz 3 | Finale/Platz 3 | Rang  |
| Athleten                            | Wettbewerb | Gegner       | Erg.     | Gegner         | Erg.     | Gegner         | Erg.     | Gegner            | Erg.          | Gegner        | Erg.          | Gegner        | Erg.          | Gegner         | Erg.           | Rang  |
| ----------------------------------- | ---------- | ------------ | -------- | -------------- | -------- | -------------- | -------- | ----------------- | ------------- | ------------- | ------------- | ------------- | ------------- | -------------- | -------------- | ----- |
| Männer                              |            |              |          |                |          |                |          |                   |               |               |               |               |               |                |                |       |
| Darko Jorgić                        | Einzel     | —            | —        | Álvaro Robles  | 4:3      | Liam Pitchford | 4:2      | Tomokazu Harimoto | 4:3           | Lin Yun-ju    | 0:4           | ausgeschieden | ausgeschieden | ausgeschieden  | ausgeschieden  | 5–8   |
| Bojan Tokič                         | Einzel     | Jeremy Hazin | 4:0      | Tomislav Pucar | 4:1      | Hugo Calderano | 1:4      | ausgeschieden     | ausgeschieden | ausgeschieden | ausgeschieden | ausgeschieden | ausgeschieden | ausgeschieden  | ausgeschieden  | 17–32 |
| Darko Jorgić Bojan Tokič Deni Kožul | Mannschaft | —            | —        | —              | —        | —              | —        | Südkorea          | 1:3           | ausgeschieden | ausgeschieden | ausgeschieden | ausgeschieden | ausgeschieden  | ausgeschieden  | 9–16  |

### Turnen

#### Rhythmische Sportgymnastik
| Athletinnen         | Wettbewerb | Qualifikation | Qualifikation | Finale        | Finale        | Rang |
| Athletinnen         | Wettbewerb | Punkte        | Rang          | Punkte        | Rang          | Rang |
| ------------------- | ---------- | ------------- | ------------- | ------------- | ------------- | ---- |
| Frauen              |            |               |               |               |               |      |
| Ekaterina Vedeneeva | Einzel     | 89,700        | 16            | ausgeschieden | ausgeschieden | 16   |